# ماخنوية
الماخنوية أو المخنوية، تعود إلى نظريات اقتصادية وسياسية مختلفة من قبل القائد الثوري اللاسلطوي نستور مخنو. الماخنوية قامت على أفكار بيتر كروبوتكين، والتي أعتبرت الأسس الفلسفية للشيوعية اللاسلطوية.
في بداية العام 1918، الحكومة البلشفية الجديدة في روسيا وقعت معاهدة بريست-ليتوفسك معلنة السلام مع السلطات المركزية، متخلية عن أقاليم واسعة لصالحهم، من بينها أوكرانيا. الشعب الأوكراني رفض حكم السلطات المركزية وقام بالثورة. تشكلت وحدات الفلاحين التي شنت حرب العصابات في وجه الألمان والنمساويين.
القتال تحول إلى ثورة لاسلطوية. نستور ماخنو كان من أول المنظمين لمجموعات الفلاحين، التي توحدت لتشكل الجيش الثوري المتمرد الأوكراني، كذلك سمي الجيش الأسود أو الماخنويين.
الجيش الأسود قاتل أيضا محاربا القوات البيضاء ومنظمي المذابح المعادية للسامية. في المناطق حيث قاتل الجيش الأسود، العمال والفلاحين أسقطوا الرأسمالية والسلطة ونظموا أنفسهم عبر الجمعيات والكومونات والمجالس القروية. الأرض والمصانع صودرت وخضعت للإدارة الذاتية العمالية. اقتصاد الماخنويين في أوكرانيا قام على التبادل الحر بين المجتمعات المدنية والقروية.

## وصلات خارجية
- NestoMakhno.info, صفحة مخصصة لتاريخ الماخنوية.